# Antti Tyrväinen
Antti Tyrväinen född 5 november 1933 i Ylöjärvi, död 13 oktober 2013, var en finsk skidskytt och även skytt.
Tyrväinen vann en silvermedalj vid de första tävlingarna i skidskytte vid olympiska vinterspelen 1960 i Squaw Valley. Han har även tre medaljer från världsmästerskapen i skidskytte. Ett silver på distansen över 20 km i Seefeld 1963. Ytterligare ett silver på distansen och ett inofficiellt silver på stafetten 1962 i Hämeenlinna. Och ett brons på distansen 1965 i Elverum, endast 6 tiondelar från silvret. Han har även ett brons från europamästerskapen i skytte 1963, i Oslo, i klassen 300m militärgevär, liggande.